# Miguel Hernández
Miguel Hernández född 30 oktober 1910 i Orihuela, död 28 mars 1942 i Alicante, var en spansk författare.
Hernández var under sin ungdom getaherde. Hans litterära debut kom 1933 med diktsamlingen Perito en lunas. 1934 flyttade han till Madrid. Han deltog i inbördeskriget där han 1939 tillfångatogs och dömdes till döden, vilket senare ändrades till 30 års fängelse. Han dog av tuberkulos i fängelset 1942.

## Utmärkelser
Asteroiden 6138 Miguelhernández är uppkallad efter honom.